# 高鍋藩
高鍋藩（たかなべはん）は、日向国に存在した藩。現在の宮崎県児湯郡の東部（高鍋町、川南町、木城町、都農町、日向市の美々津）と串間市、宮崎市（瓜生野・倉岡の一部）、国富町（木脇）を領有していた。藩庁は高鍋城（宮崎県児湯郡高鍋町）。高鍋の地は初期には財部といったため財部藩（たからべはん）とも呼ばれていた。

## 概要
秋月氏はもともと筑前国秋月を領していたが、豊臣秀吉の九州征伐のとき、時の当主・秋月種実が島津氏に与して抵抗し、のちに秀吉に恭順した。これにより日向国串間3万石に移封された。種実は最盛期に30万石以上の領地を支配していたため大幅な減石といえる。
慶長5年（1600年）の関ヶ原の戦いのとき、秋月種長は西軍に与して大垣城を守備していたが、9月15日の関ヶ原本戦で西軍が壊滅すると、いち早く東軍に寝返って大垣城にあった西軍の諸将を殺害して開城したため、所領を安堵された。その後、慶長9年（1604年）に居城を財部城（高鍋城）に移し、正確にはこの時点より高鍋藩が成立したと言える。
2代種春は、家老の白井種盛・種重親子による専横に悩まされ続けた。また財政が逼迫し、知行の半減などがなされて、藩士の禄高は最高でも300石を出ないものとなる。
3代種信は、その白井一派の専横により生じた問題（上方下方騒動）を解決し、悪化した藩財政の回復にも取り組んだ。延宝元年（1673年）、財部から高鍋に城地の名を改めた。
4代種政は、元禄2年（1689年）弟の種封に3000石を分与したため、以後の表高は2万7000石となった。
江戸時代中期、6代種美は秋月氏の故郷であった秋月を支配する秋月藩主黒田長貞の娘を娶った。その次男は米沢藩（上杉家）に入り、名君として有名な上杉鷹山（治憲）となるが、その兄に当たる7代種茂も、高鍋藩の歴代藩主の中の名君として治績を上げた。安永7年（1778年）には藩校明倫堂を開いた。
秋月家は10代にわたって高鍋を支配し、明治時代に至った。
明治4年（1871年）廃藩置県により高鍋県となる。その後、美々津県、宮崎県、鹿児島県を経て、鹿児島県より分離、宮崎県となった。藩主家は明治2年に華族に列し明治17年（1884年）に子爵となった。
高鍋藩は藩校・明倫堂を設立し、藩士教育に熱心だったことから「教育の藩」としても知られており、近隣諸藩の間で「高鍋で学者ぶるな」と言われるほど藩士の教育水準が高かった。

### 藩牧と御崎馬
江戸時代の初めには、高鍋藩も他の藩と同様に軍事用の騎馬や運搬用として畜産を進めていた。特に馬の生産において力を入れた牧場が、藩の飛び地であった御崎牧（現宮崎県串間市都井）である。種美時代には藩営の牧場が高鍋に1つ、串間市に7つあった。この頃から放牧しておりそのまま半野生化しているのが都井岬の御崎馬（岬馬）である。国の天然記念物に指定されている。高鍋藩では、毎年秋のころに「駒追い」（馬の検査を兼ねて２歳の牡馬を捉える行事）が行われていた。 名目は少し変わってきているものの、「都井岬馬追い」として現在でも毎年続いている。

## 藩邸および江戸での菩提寺
江戸藩邸は麻布百姓町に上屋敷、長者ヶ丸に下屋敷があった。また大坂藩邸は江戸堀四丁目にあった。また、江戸での菩提寺は下谷にあった臨済宗大徳寺派の円満山広徳寺。

## 歴代藩主
秋月家
外様　3万石 → 2万7000石
| 代 | 氏名                       | 肖像 | 官位                          | 在職期間                            | 享年 | 備考               |
| -- | -------------------------- | ---- | ----------------------------- | ----------------------------------- | ---- | ------------------ |
| 1  | 秋月種長 あきづき たねなが |      | 従五位下 長門守               | 天正15年 - 慶長19年 1587年 - 1614年 | 48   | 筑前国秋月から転封 |
| 2  | 秋月種春 あきづき たねはる |      | 従五位下 長門守               | 慶長19年 - 万治2年 1614年 - 1659年  | 50   | 世嗣・秋月種貞の子 |
| 3  | 秋月種信 あきづき たねのぶ |      | 従五位下 佐渡守               | 万治2年 - 元禄2年 1659年 - 1689年   | 68   |                    |
| 4  | 秋月種政 あきづき たねまさ |      | 従五位下 長門守 山城守        | 元禄2年 - 宝永7年 1689年 - 1710年   | 59   |                    |
| 5  | 秋月種弘 あきづき たねひろ |      | 従五位下 長門守 山城守 河内守 | 宝永7年 - 享保19年 1710年 - 1734年  | 67   |                    |
| 6  | 秋月種美 あきづき たねみつ |      | 従五位下 長門守 佐渡守        | 享保19年 - 宝暦10年 1734年 - 1760年 | 70   |                    |
| 7  | 秋月種茂 あきづき たねしげ |      | 従五位下 佐渡守 山城守        | 宝暦10年 - 天明8年 1760年 - 1788年  | 76   |                    |
| 8  | 秋月種徳 あきづき たねのり |      | 従五位下 山城守               | 天明8年 - 文化4年 1788年 - 1807年   | 46   |                    |
| 9  | 秋月種任 あきづき たねただ |      | 従五位下 佐渡守 筑前守        | 文化4年 - 天保14年 1807年 - 1843年  | 66   |                    |
| 10 | 秋月種殷 あきづき たねとみ |      | 従五位下 長門守               | 天保14年 - 明治4年 1843年 - 1871年  | 58   |                    |

## 藩士の身分
藩内における身分の上下、および禄高を以下に示す。上士には禄高相当の扶持米が支給され、それ以下は地方（じかた）といい、農地を与えられ自らで耕作する形式であった。この他、外賄料（副食物・調味料・薪炭）・切米・畑地物（麦）などが支給された。
- 上士（騎馬、および従者に槍を持たせることが許された身分。給人と小給がこれに該当する）
  - 給人（きゅうじん：士分の最上位で、禄高は60石から300石）
  - 小給（こぎゅう：元の呼び名は大小姓。禄高は30石から60石）
- 中小姓（ちゅうごしょう：戦の際に藩主の親衛隊を担う立場にある。禄高は15石から50石）
- 徒士（かち：禄高は10石から35石）
- 足軽（徒士以上の諸士の4倍の戸数存在し、鉄砲・弓・槍などの諸役に分かれる。禄高は3石から8石。薄給であるため自ら耕作に及んだ）
- 医師（給人格・小給格・中小姓格がおり、扶持米を給された）
- 組外（くみはつれ：茶坊主・太鼓坊主・小番など士分にも足軽にも属さない者。2石から15石の碌の者が最高だが、小判2両の者が多い）
- 職人（鍛冶・大工・左官・経師屋その他。扶持米を給された）

## 幕末の領地
- 日向国
  - 臼杵郡のうち - 1村
  - 那珂郡のうち - 18村（第1次府県統合時に都城県に編入）
  - 児湯郡のうち - 33村
  - 宮崎郡のうち - 1村
  - 諸県郡のうち - 7村